# Renovació Democràtica (Grècia)
|  | Aquest article tracta sobre el partit de Grècia. Vegeu-ne altres significats a «Renovació Democràtica (Andorra)». |

Renovació Democràtica (grec Δημοκρατική Ανανέωση, Dimokratiki Ananeosi, DIANA) és un partit polític grec fundat per Konstandinos Stefanópulos el 6 de setembre de 1985, quan abandonà Nova Democràcia amb nou diputats més per conflictes amb Konstandinos Mitsotakis. Va obtenir un diputat a les eleccions legislatives gregues de juny de 1989 i a les de 1990. Es mantingué actiu fins a les eleccions de juny de 1994, quan no assolí passar del 3% dels vots a les eleccions de 1993 i es quedà sense representació. El 1995 Konstandinos Stefanópulos fou escollit president de Grècia amb suport del PASOK. A les eleccions de 1996 es va unir a Primavera Política.

## Resultats electorals

### Eleccions legislatives
| Any     | Líder                     | Vots              | %                 | Escons            | Govern            |
| ------- | ------------------------- | ----------------- | ----------------- | ----------------- | ----------------- |
| 1989 Ι  | Konstandinos Stefanópulos | 65.614            | 1,01%             | 1 / 300           | Oposició          |
| 1989 II | No van participar         | No van participar | No van participar | No van participar | No van participar |
| 1990    | Konstandinos Stefanópulos | 44.077            | 0,67%             | 1 / 300           | Coalició          |

### Eleccions europees
| Any  | Líder                     | Grup | Vots    | %     | Escons | Pos. |
| ---- | ------------------------- | ---- | ------- | ----- | ------ | ---- |
| 1989 | Konstandinos Stefanópulos | EDA  | 89.811  | 1,36% | 1 / 24 | 4t   |
| 1994 | Konstandinos Stefanópulos | -    | 182.522 | 2.79% | 0 / 24 | 6è   |